# Shamil Ustaev
Shamil Ustaev (ur. 2000) – niemiecki zapaśnik walczący w stylu wolnym. 
Dziesiąty w indywidualnym Pucharze Świata w 2020. Trzeci na ME U-23 w 2023 roku.
Wicemistrz Niemiec w 2024; trzeci w 2022 roku.